# José Tapiró y Baró
José Tapiró y Baró (Reus, 7 de febrero de 1836-Tánger, 4 de octubre de 1913) fue un pintor español. Está encuadrado dentro del orientalismo.

## Biografía
Nació en Reus el 7 de febrero de 1836. Su maestro fue el pintor, también de Reus, Domènec Soberano. Completó sus estudios en la Escuela de Bellas Artes de Barcelona y, posteriormente, en Madrid y Roma, en 1867, donde conoció a Mariano Fortuny, José Villegas Cordero y otros artistas españoles. En 1875 pintó El huerto de las manzanas de oro y El gaitero árabe, dos de sus más famosas obras.

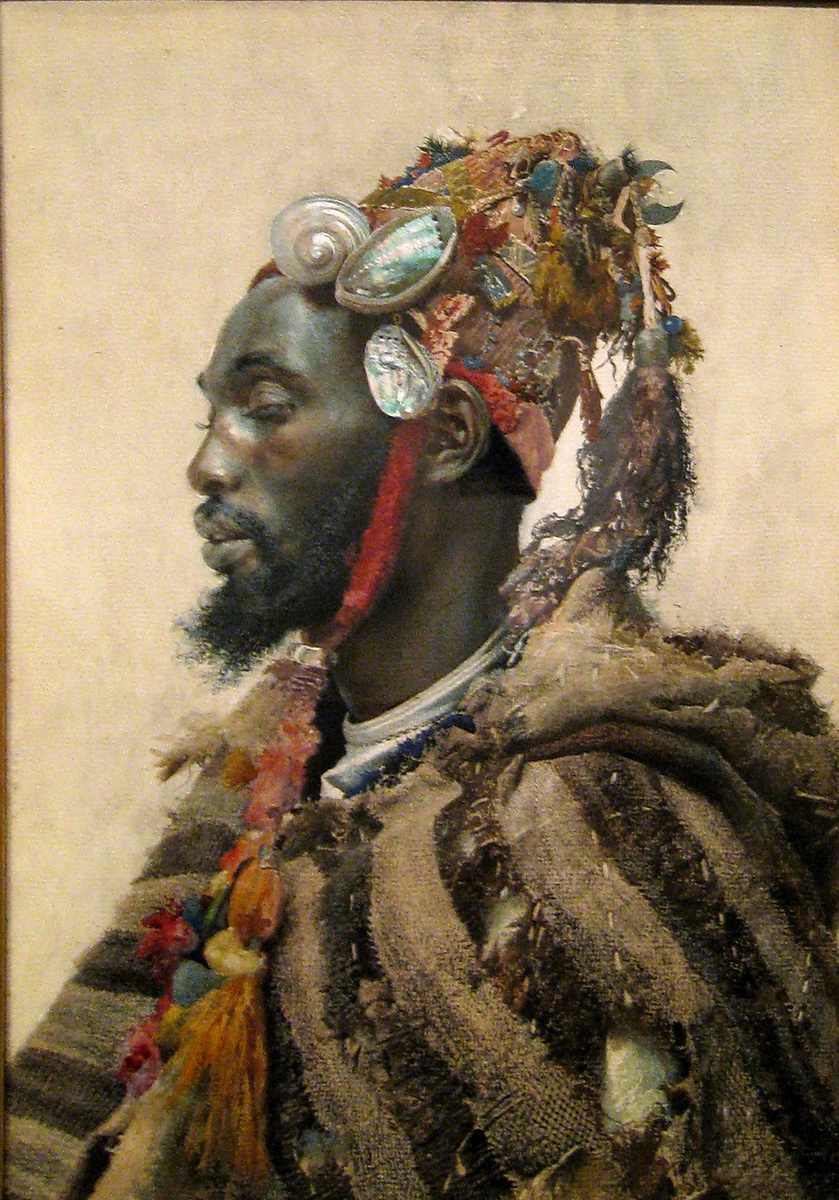
Retrato, acuarela de José Tapiró (1890).

Tras su primer viaje a Tánger en 1871, acompañado de su amigo y compañero de estudios Mariano Fortuny y de Bernardo Ferrándiz y Georges Clairin, comenzó a reflejar las escenas del Marruecos que conoció entonces, con gran entusiasmo. Después de la muerte de Fortuny se instaló definitivamente en Tánger, en el año 1876, hasta su fallecimiento en 1913, con una breve estancia en España entre 1907 y 1908. Durante todos aquellos años plasmó con precisión y preciosismo escenas africanas de la época, mostrando una especial maestría en la técnica de la acuarela.
Tapiró recibió numerosos premios y reconocimientos por su obra. Entre ellos están: la mención honorífica de la exposición de Barcelona de 1866 por La llegada de los dos poetas al noveno foso, inspirada en la Divina Comedia; la tercera medalla de la Exposición nacional de Bellas Artes, ese mismo año, por El amor y el pueblo; o la medalla de la Exposición universal de Chicago de 1893.
Algunas de sus obras son: La visita del cardenal; Una aldeana romana; Un hugonote; Cabeza de estudio; Novia mora; Tipo del Sahara; Grupo de moros armados detrás de una muralla; Sidi Ahmed Benane; Café moro; Un moro de Fez en traje de boda; Un vendedor de cuscús; Preparativos de la boda de la hija del cherif en Tánger; Una mora; y El Pabellón chino del Trocadero en la Exposición Universal de París.
Un instituto público de la ciudad de Reus lleva hoy su nombre, el IES Josep Tapiró, así como un premio de pintura (La "Medalla Tapiró", ofrecida por la Diputación de Tarragona), y sus obras se encuentran en grandes colecciones de todo el mundo.